# Hippocampus kuda
Hippocampus kuda és una espècie de peix de la família dels singnàtids i de l'ordre dels singnatiformes.

## Morfologia
Els mascles poden assolir els 30 cm de longitud total.

## Distribució geogràfica
Es troba des del Pakistan i l'Índia fins al sud del Japó, les Hawaii i les Illes de la Societat.